# Церковь Преподобного Сергия Радонежского (Вижа-Бажестер)
Це́рковь Преподо́бного Се́ргия Ра́донежского (исп. Iglesiа Оrtоdoxа Rusа San Sergiо) — храм Сан-Паульской и Южно-Американской епархии РПЦЗ (А), расположенный в городке Вилья-Бальестер (в русских эмигрантских источниках — Вижа-Бажестер), пригороде Буэнос-Айреса.

## История
Приход был основан в конце 1948 года небольшой группой русских православных верующих во главе с протоиереем Иоаном Грамолиным и псаломщиком-регентом С. Г. Максимовым. 12 февраля 1949 года состоялась первая литургия, и с этого момента богослужения проводились регулярно. В первое время богослужения совершались в комнате съёмного дома. Но вскоре число прихожан увеличилось, после чего было принято решение стоить храм. При помощи прихожанки А. В. фон Шварц приобрели участок земли.
В течение 1955 года были разработаны окончательные чертежи постройки по проекту архитекторов князя А. В. Волконского и Брусникина.
15 апреля 1956 года епископ Аргентинский Афанасий (Мартос) в сослужении протоиерея Иоанна Грамолина и настоятелей других церквей в присутствии прихожан и многочисленных гостей совершил торжественную закладку храма.
Возведение Сергиевского храма за исключением работ, требующих специалистов (кладки изразцов, паркета и т. п.), было осуществлено руками самих прихожан, начиная от кладки фундамента и заканчивая главкой на колокольне.
12 июля 1959 года епископ Афанасием в сослужении протоиерея Иоанна Грамолина и многочисленного духовенства со всей епархии совершил торжественное освящение храма Преподобного Сергия Радонежского. В конце службы епископ Афанасий наградил благодарственными грамотами трудившихся над постройкой храма. Новый храм вмещал около 200 человек.
В 1962 году Союзом русских белых военных инвалидов при храме Св. Сергия Радонежского в Вижа Бажестер был построен Инвалидный дом.
В 1963 году скончался протоиерей Иоанн Грамолин. С 1964 года по своей смерти в 1968 году настоятелем храма был архимандрит Никодим (Угодский). После этого настоятелем храма стал священник Владимир Шленёв.
3 декабря 2004 года храм посетил Первоиерарх РПЦЗ митрополит Лавр (Шкурла) с Курской коренной иконой.
В мае 2007 года приход во главе со своим настоятелем протоиереем Владимиром Шленевым не принял Акта о каноническом общении и присоединился к ВВЦУ РПЦЗ под председательством епископа Агафангела (Пашковского).
1 ноября 2021 года от коронавирусной инфекции скончался многолетний настоятель храма митрофорный протоиерей Владимир Шленев.
С 2022 года приход Преподобного Сергия окормляется прибывшим из России иереем Александром Смирновым.